# Liesbeth Verstreken
Liesbeth Verstreken (Lier, 16 november 1964) is een Belgisch advocate en politica voor de N-VA. 

## Levensloop
Verstreken is jurist van opleiding en werkt als zelfstandig advocaat in een associatie te Berchem.
Verstreken werd bij de gemeenteraadsverkiezingen van 2006 een eerste maal verkozen in de gemeenteraad als enige mandataris van haar partij op een kartellijst met de CD&V van burgemeester Katrien Schryvers. Ze trad toe tot de bestuurscoalitie CD&V/N-VA-sp.a-Groen! en zetelde in het college van burgemeester en schepenen als schepen van cultuur, gezondheid, (sociale) tewerkstelling, emancipatie en rechtszaken. 
Bij de gemeenteraadsverkiezingen van 2012 slaagde ze er in van een mandaat op de kartellijst te komen tot 12 verkozenen op een aparte N-VA-kieslijst en kon ze een bestuurscoalitie afsluiten met de 9 gemeenteraadsleden van de CD&V. De meerderheid heeft 21 van de 27 zetels. Verstreken werd burgemeester, met bijkomende bevoegdheden voor algemene coördinatie van het politiek beleid, veiligheid (brandweer, politie ...), feestelijkheden & protocol, bevolking & burgerlijke stand, kieszaken, ruimtelijke ordening & stedenbouw. Ze volgde in die positie Katrien Schryvers op die burgemeester was te Zoersel van 1995 tot 2012.
Na de gemeenteraadsverkiezingen van 2018 bleef Verstreken burgemeester van Zoersel. Ditmaal in een coalitie van N-VA met Groen en Open Vld. Na de gemeenteraadsverkiezingen van 2024 verloor Verstreken het burgemeesterschap aan Katrien Schryvers, wier lijst CD&V+Vooruit groter was geworden dan N-VA. In het daaropvolgende bestuur werd zij voorzitter van het Bijzonder comité voor de sociale dienst.
Verstreken is gehuwd en moeder van twee kinderen.